# Mutant Enemy
Mutant Enemy je americká televizní a filmová produkční společnost založená režisérem, scenáristou a producentem Jossem Whedonem v roce 1996 v Los Angeles. Společnost vyráběla pro televizi Fox seriály Buffy, přemožitelka upírů (1997–2003), Angel (1999–2004), Firefly (2002) a Dům loutek (2009–2010), v roce 2008 vytvořila webovou minisérii Dr. Horrible's Sing-Along Blog, roku 2011 spoluprodukovala dokument Comic-Con Episode IV: A Fan's Hope a v roce 2012 vyrobila film Chata v horách. Od roku 2013 spoluprodukuje pro televizi ABC seriál Agenti S.H.I.E.L.D.
Název „Mutant Enemy“ pochází ze skladby „And You and I“ britské rockové skupiny Yes, jíž je Whedon fanouškem.